# Печать тамплиеров

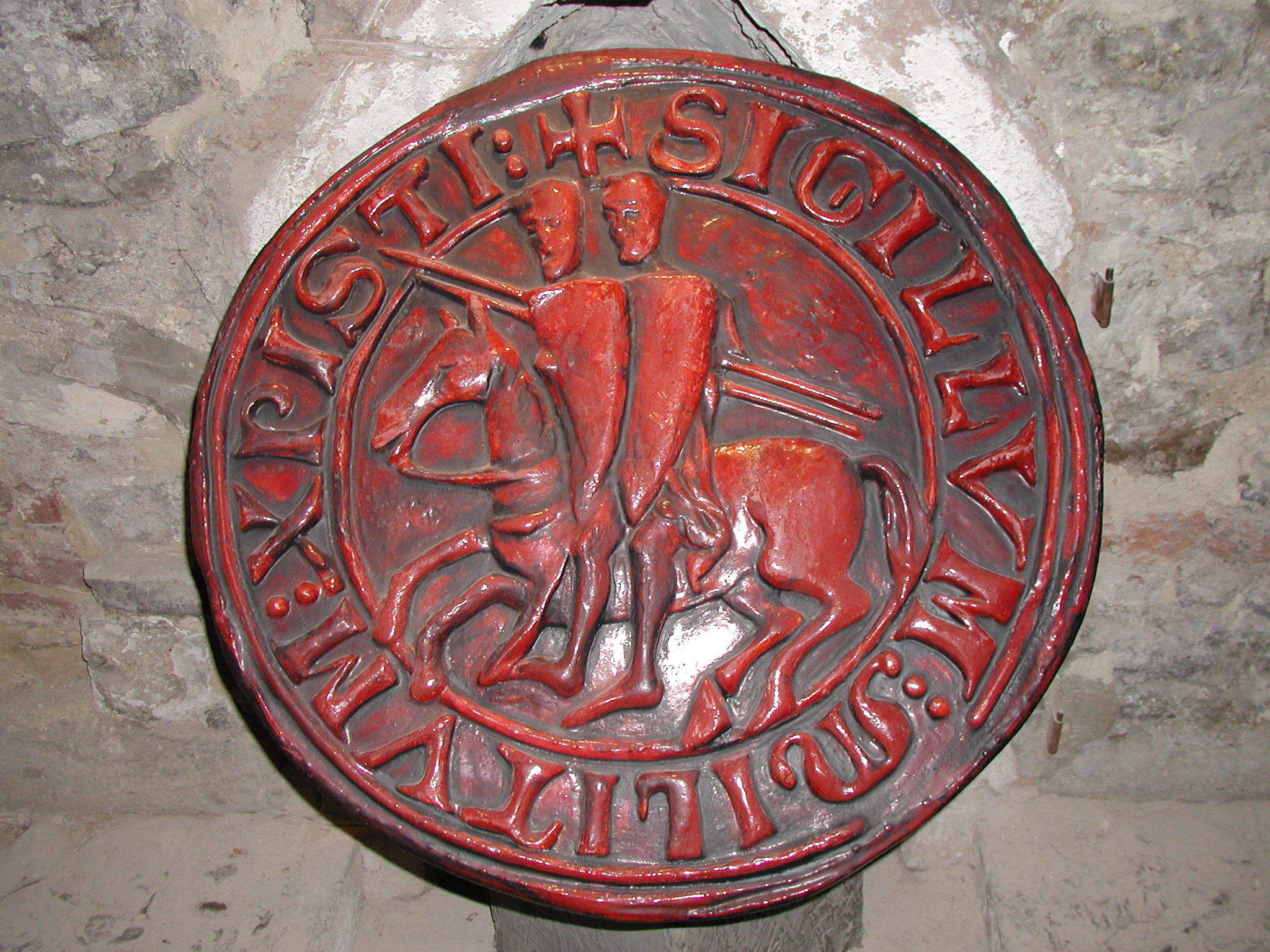
Печать тамплиеров. Реплика

Печать тамплиеров — обобщённое название печатей, использовавшихся рыцарями ордена Храма.
Великие магистры ордена тамплиеров в XII—XIII веках использовали двустороннюю печать. На одной стороне был изображен Купол Скалы или купол Храма Гроба Господня, а на другой — символ ордена: два рыцаря на одном коне. Такую печать впервые использовал Бертран де Бланкфор, шестой великий магистр ордена в 1158 году, то есть через сорок лет после основания ордена. Вид печати оставался неизменным вплоть до ликвидации ордена в 1312 году.
Использовалась также малая односторонняя печать с изображением Купола Скалы (или Храма Гроба Господня).
Свои печати были у магистров ордена в провинциях. В соответствии с папской буллой, изданной Иннокентием IV в 1251 году, все магистры одной и той же провинции должны были иметь одну и ту же печать.
Так, магистры Прованса использовали печать с изображением Агнца Божьего, а на печати арагонского магистра Вильяма Кардонского (William of Cardona) и его преемников был изображён рыцарь верхом на коне с копьём и щитом, на котором был крест с надписью: S. MINISTRI TEMPLI 1 ARAGON 7 CATALON, то есть «Печать попечителя Храма в Арагоне и Каталонии».

## Изображения на печатях

### Купол Скалы и Аль-Акса
Изображение Купола Скалы и Аль-Аксы — одни из самых частых изображений на печатях тамплиеров. Так, Купол Скалы присутствует на печати Великого Магистра Вильяма де Шартра начиная с 1214 года.

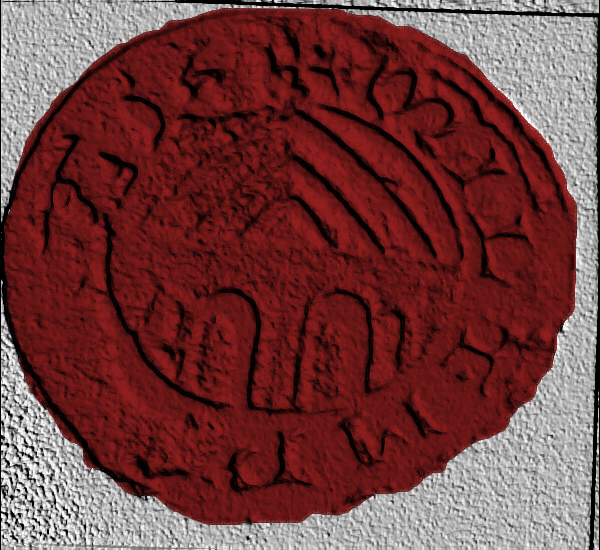
Реверс печати магистра Бертрана де Бланшфора, 1168 (Государственный архив Амберг)

### Агнец Божий
В геральдике Агнец Божий (лат. Agnus Deī) — это символическое изображение ягненка с нимбом или обозначенного червлёным крестом и правой передней лапой, простёртой над крестом Святого Георгия.
Агнец Божий изображён на печатях английских магистров: Aimery de St Maur, 1200; Robert of Sandford, 1241; Richard of Hastings, 1160-85 и William de la More, 1304.
На печати магистра Уильяма де ла Мора (1304), насколько можно определить, написано SIGILLVM TEMPLI. На обороте, на небольшой овальной печати с бисерной границей, справа изображён бюст бородатого человека в головном уборе. Легенда гласит: TESTIS SUM AGNI («я свидетель Агнца») frater Willelmus de la More miliciae (приведено латинизированное имя де ла Мора). Сама печать носила название commune sigillum capituli. Традиционная печать с двумя рыцарями на одной лошади, символизирующая их обет бедности, использовалась орденом только во Франции, нет ни одного примера её использования в Англии.
Печати некоторых английских магистров изображали типичных пасхальных агнцев; иногда вместо флага Святого Георгия или креста они держали боевое знамя Ордена.

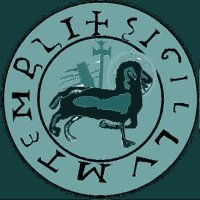
Печать магистра Храма Роберта Сэндфорда, 1241 год (Британская библиотека)
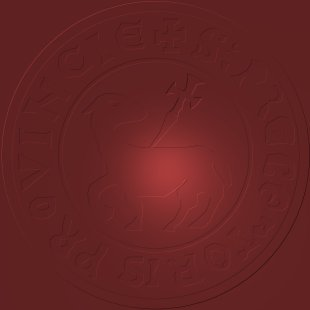
Агнец Божий на печати Магистра Roncelin de Foz. Вторая половина XIII века. Государственный архив Марселя, Буш-дю-Рон.

### Два всадника

#### Изображения

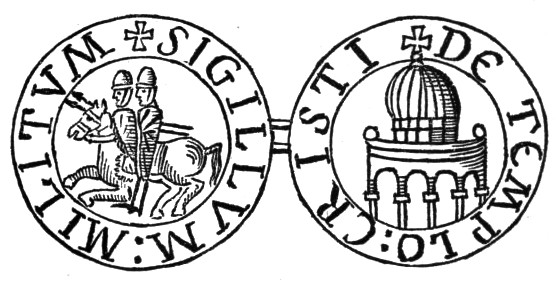
Печать с двумя всадниками на одном коне. Возможно, изображены Гуго де Пейн и Годфри де Сент-Омер

Типичной для тамплиеров была печать с изображением двух рыцарей на одной лошади (на илл.).
Существует множество толкований символики этой печати.
- Изначально считалось, что изображение символизирует бедность первых рыцарей Храма, из-за которой они имели лишь по одной лошади на каждых двух рыцарей. С другой стороны, известно, что устав ордена с самого начала не позволял рыцарям иметь более трёх лошадей, с одной стороны, а с другой — не разрешал использовать одну лошадь на двоих.
- Согласно легенде, основатели Ордена — Гуго де Пейн и Годфри де Сент-Омер — были настолько бедны, что у них была одна лошадь на двоих[2].

Изображение двух рыцарей на одном коне встречается, в частности, в следующих документах и артефактах:
- В хронике Матвея Парижского (Chronica Majora), около 1250 года
- В хронике Historia Anglorum, составленной английским монахом из города Сент-Олбанс
- Не раньше 1158 года на печати великого магистра Храма Бертрана де Бланшфора. Это первая из известных печатей великих магистров, изготовленная спустя сорок лет после создания ордена.
- Этот символ использовали следующие великие магистры, пока существовал орден, хотя для них изготавливались новые экземпляры печати. Так, такой же печатью пользовался Рено де Вишье, великий магистр 1255—1259 гг.

#### Надписи
Печати великих магистров имеют различные надписи:
- Печать Бланшфора: аверс — SIGILLUM MILITUM (лат. печать воинов); реверс — CHRISTI DE TEMPLO (лат. Храма Христа).
- На печати Вишье надпись также сделана на латыни: SIGILLUM MILITUM XPISTI (лат. печать воинов Христовых).

Девиз на печати Vichiers написан на латыни, однако слово «Христос» начинается с греческих букв хи-ро (хризма), популярного символа в раннем христианстве. На печати эти же буквы изображены на щитах рыцарей.

### Орёл
В 1296 году на печати Бертрама фон Эсбека, магистра ордена в Германии, был изображён орёл с двумя шестиконечными звёздами.

### Крест
Лапчатый крест

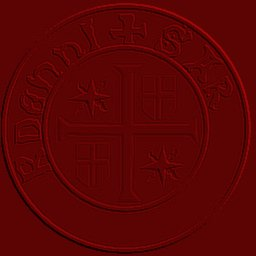
Печать фра Арнода де Баниель; Арагон; круглая, 27 мм в диаметре, с изображением креста со звёздами в двух углах и щитов с крестами в двух других. Надпись: S. AR..........GARDENNI.
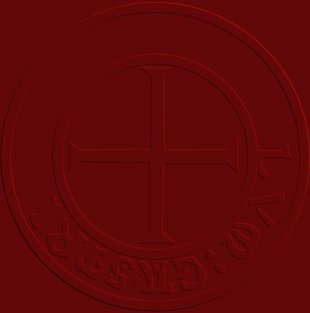
Печать фра Бернара де Монлора, 1248
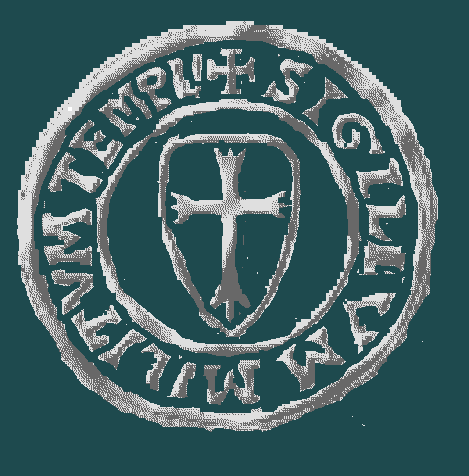
Печать магистров Пуату. Использовалась с середины XII века до распада Ордена.

Лапчатый крест с геральдическими лилиями (fleur-de-lis)
Печать из Прованса, 1234.

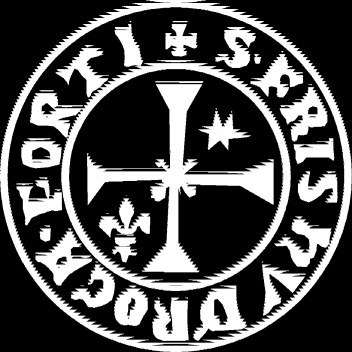
Печать фра Гуго де Рошфора (Hugues de Rochefort), 1204. Изображение: крест со звездой и лилией. Являлась печатью храма настоятеля ордена (прецептора).
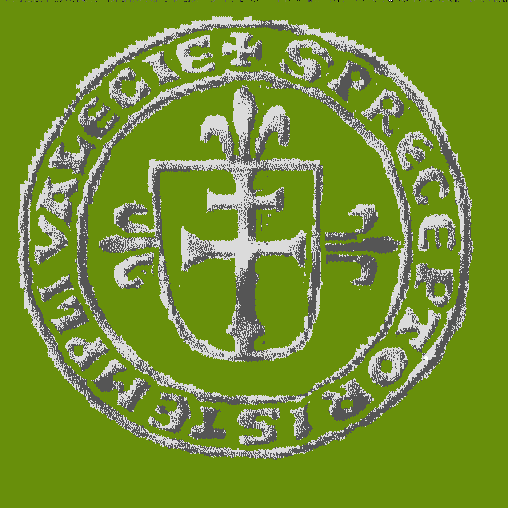
Печать настоятеля Пуату, 1287 год. Надпись: S PRECEPTORIS TEMPLI VALECE. Появляется на грамоте из Saint Victor lès Valence. Оригинал хранятся в архиве Марселя, слепок — в национальном архиве, Париж.
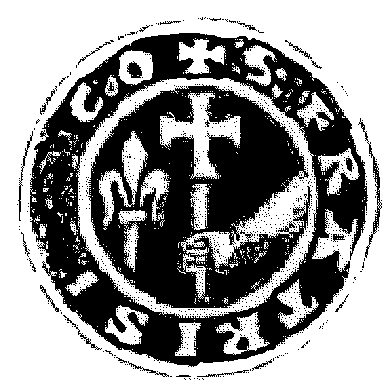
Печать брата Жиро де Шамаре (Giraud de Chamaret), 1234

### Рыцарь на коне

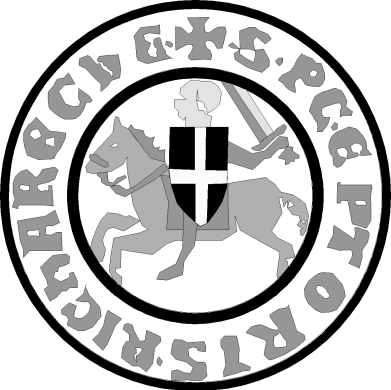
Печать Брата Рустана де Ком (Roustan de Comps). 1232

Печать Рустана де Ком, Командора Ордена в Ришранше, 1232. Изображен рыцарь на коне, несущий щит с крестом. Вероятно, изображает Святого Георгия.

### Голова
Печать брата Видекинда (Widekind), магистра Храма в Германии, 1271, и брата Фредерика (Frederick Wildergrave), 1289. Изображена голова Христа или Иоанна Крестителя.

### Башня или замок
- Арагон; Монсон; начало XIV века. Изображен замок с тремя башнями с островерхими крышами.
- Арагон, Монсон; Начало XIV века. Изображение: Изображен замок с тремя башнями и грифонами с каждой стороны. Надпись: S. CASTELL……..ONI.
- Арагон; Уэска; Изображен замок. Надпись: S. DOM. TEMPLI DE OSCA
- Арагон; Барбара (Barbará); начало XIV века. Жёлтый воск, круглая, диам. — 29 мм. Изображение: замок с двумя рыбами по бокам. Надпись: S. COMMAND…..BARBERA

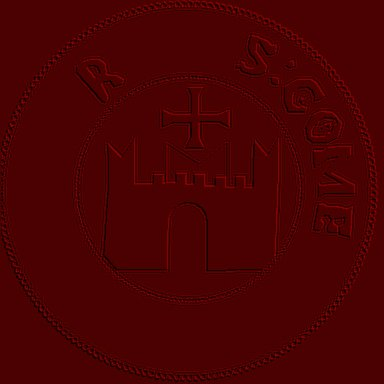
Печать брата Арно (Arnau Despug) 1308.

### Замок в Гийераге
Крест тамплиеров был найден в самой старой башне замка в Гийераге в Аквитании, Франция.

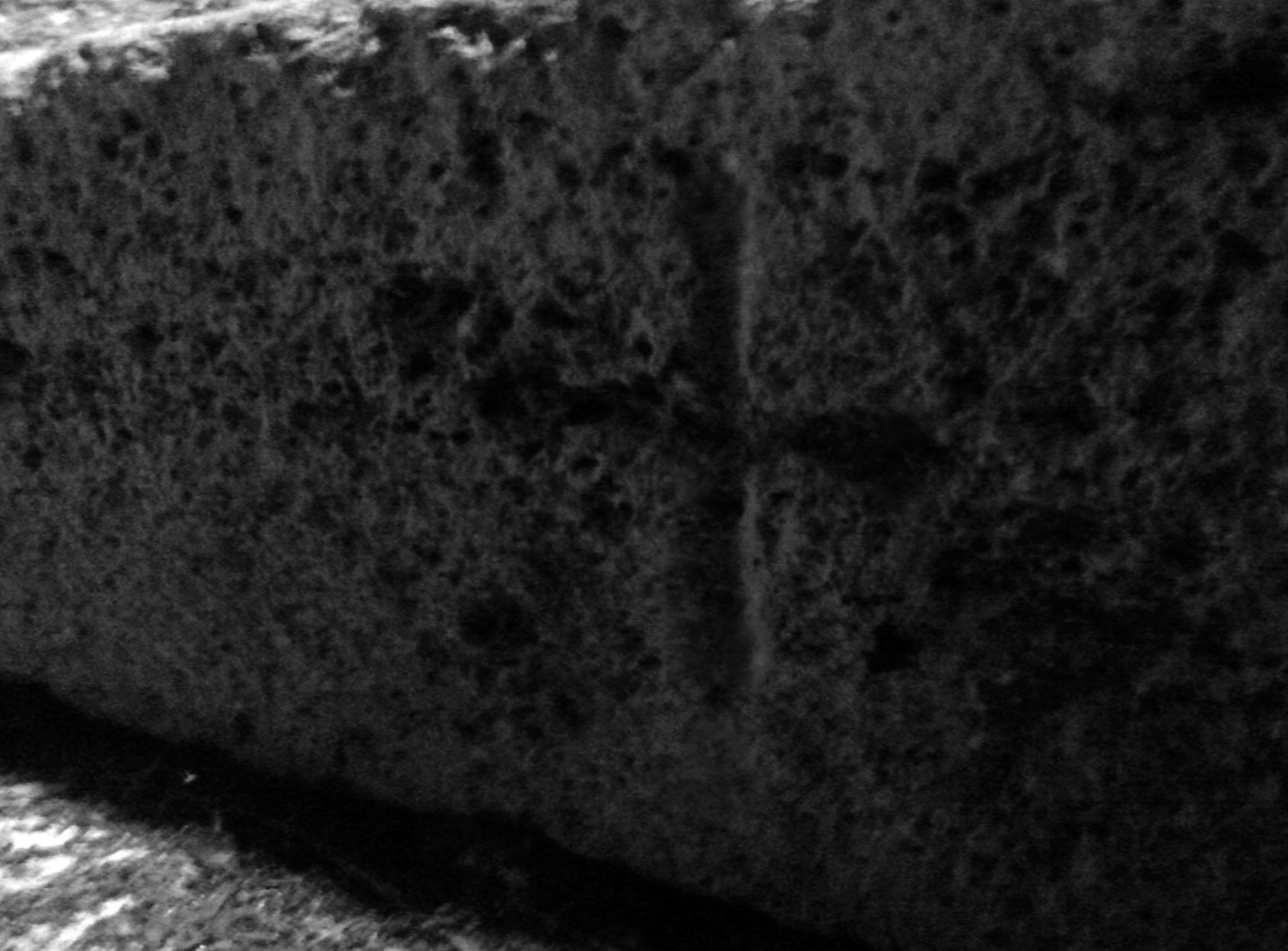
Тамплиерский крест в старейшей башне замка в Гийераге (Château de Guilleragues)

### Абраксас

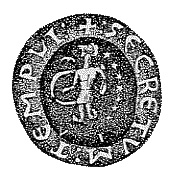
Абраксас

Слово Abraxas (Abrasax or Abracax) находят на некоторых античных амулетах, т. н. «камнях Абраксаса», которые использовались как талисманы гностическими сектами. Обычно это составное существо с головой петуха, телом человека и ногами змей и скорпионов; несущее хлыст и щит. Гностики отождествляли изображение Абраксаса с Яхве (в греческом варианте — «Иао»). Амулеты и печати с изображением Абраксаса были популярны во II веке н. э.; некоторые из таких камней сохранились до Средневековья.
Абраксас появляется на печати Великого Магистра тамплиеров во французском уставе 1214 года. Изображение Абраксаса, вероятно, перешло на печати тамплиеров с более древних камней. Использование Абраксаса на печатях не вызвало обвинений в гностицизме в период преследований тамплиеров, что указывает на полное отсутствие в их среде каких-либо верований или обрядов, которые могли быть истолкованы как гностические

### Голубь

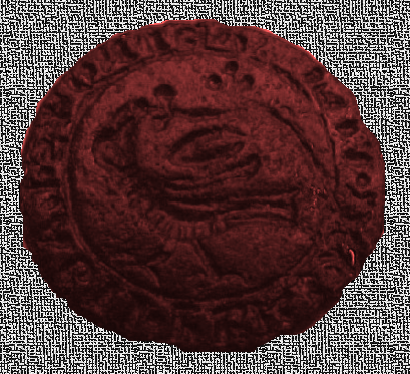
Печать Этьена де Тиль-Шатель, наставника из Фонтенотта[укр.]/ Изображение: голубь с оливковой ветвью.

### Солнце и Луна

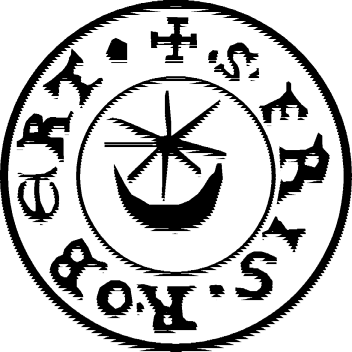
Печать брата Роберта из Реца (Retz). XIII век. Была обнаружена в XIX веке, в городе Сен-Пер-Ан-Рец (St Père en Retz), Атлантическая Луара, на месте командорства тамплиеров.

### Лев
Печать брата Отто Брауншвейгского, командора ордена в Зюплингенбурге, 1303 год. Изображен английский геральдический лев, два лапчатых креста и полумесяц со звёздами — символ Богини-матери.

### Грифоны
Крылатый грифон изображен на печати Уильяма, магистра Храма в Венгрии и Словении, 1297 год.

### Ранние знаки тамплиеров

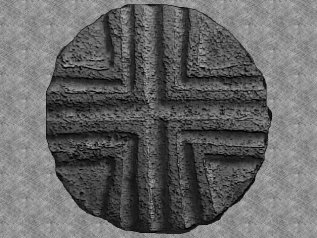
Восковые оттиски этого типа были обнаружены на официальных документах, адресованных Гуго де Пейнсу.